# Tillandsia tovarensis
Tillandsia tovarensis är en gräsväxtart som beskrevs av Carl Christian Mez. Tillandsia tovarensis ingår i släktet Tillandsia och familjen Bromeliaceae. Inga underarter finns listade i Catalogue of Life.

## Bildgalleri

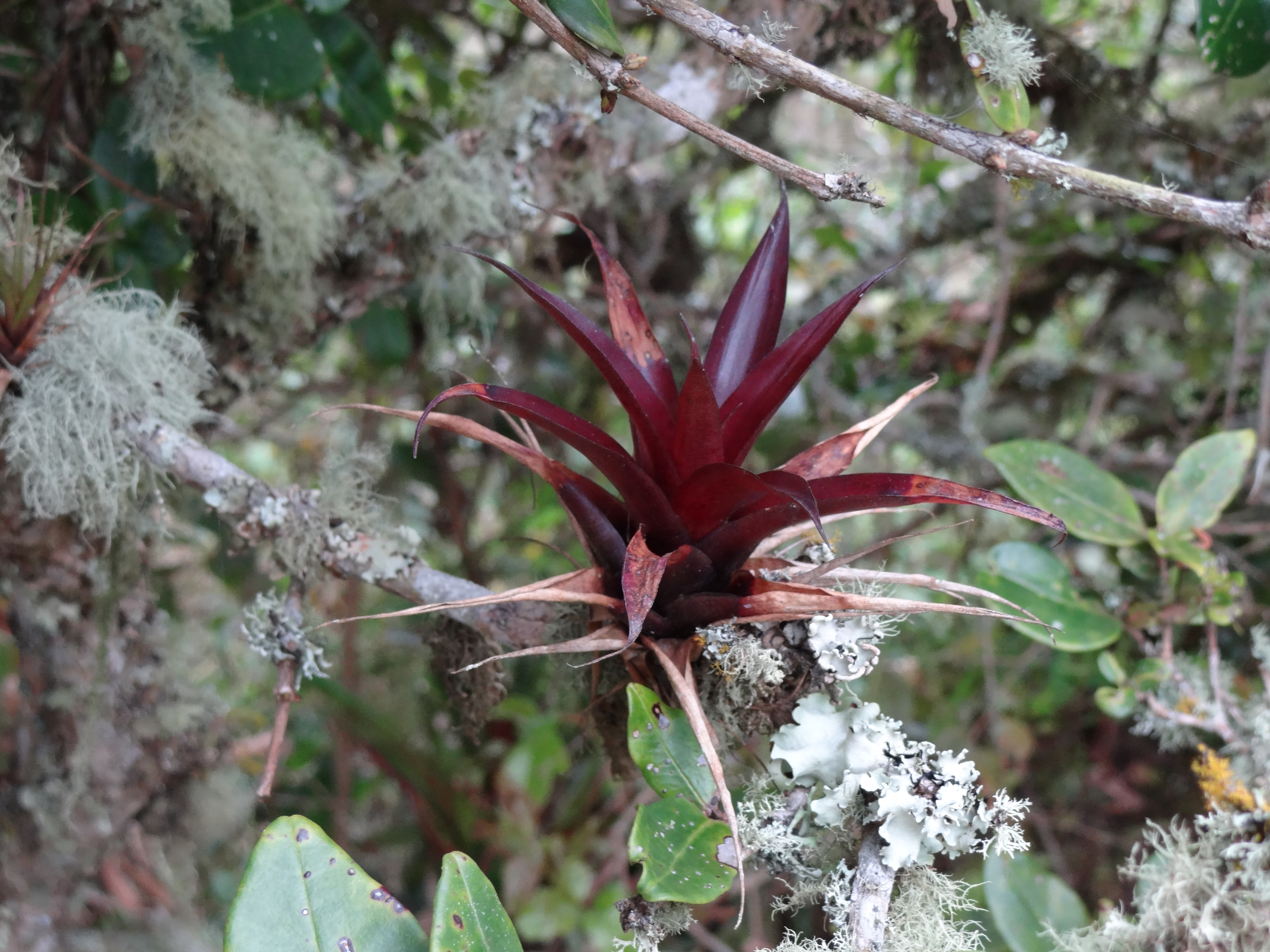